# Saison 2013-2014 des Trail Blazers de Portland
La saison 2013-2014 des Trail Blazers de Portland est la 44e saison de la franchise au sein de la National Basketball Association (NBA).
Avant la saison, le Rose Garden a été rebaptisé Moda Center. La saison a vu les Blazers afficher un bilan de 54-28 et terminer 5e dans la conférence Ouest. Après une pause de trois ans, les Blazers sont retournés aux playoffs, face aux Rockets de Houston, au premier tour. Les Blazers ont défait les Rockets en six matchs, grâce à un tir décisif au buzzer de Damian Lillard à trois points dans le match 6 à domicile, remportant leur première série éliminatoire depuis 2000. Cependant, leur saison s’est terminée au tour suivant avec une défaite face au futur champion, les Spurs de San Antonio en cinq matchs.

## Draft
| Tour | Choix | Joueur          | Poste | Nationalité | Provenance   |
| ---- | ----- | --------------- | ----- | ----------- | ------------ |
| 1    | 10    | C. J. McCollum  | SG    | États-Unis  | Lehigh       |
| 2    | 39    | Jeff Withey     | C     | États-Unis  | Kansas       |
| 2    | 40    | Grant Jerrett   | PF    | États-Unis  | Arizona      |
| 2    | 45    | Marko Todorović | C     | Monténégro  | FC Barcelone |

## Classements de la saison régulière
| Conférence Ouest | Conférence Ouest                | Conférence Ouest | Conférence Ouest | Conférence Ouest | Conférence Ouest | Conférence Ouest | Conférence Ouest |
| No               | Franchise                       | Vic.             | Def.             | MJ               | % V/D            | RV               |                  |
| ---------------- | ------------------------------- | ---------------- | ---------------- | ---------------- | ---------------- | ---------------- | ---------------- |
| 1                | Spurs de San Antonio            | 62               | 20               | 82               | 75,60 %          | -                |                  |
| 2                | Thunder d'Oklahoma City         | 59               | 23               | 82               | 72,00 %          | 3,0              |                  |
| 3                | Clippers de Los Angeles         | 57               | 25               | 82               | 69,50 %          | 5,0              |                  |
| 4                | Rockets de Houston              | 54               | 28               | 82               | 65,90 %          | 8,0              |                  |
| 5                | Trail Blazers de Portland       | 54               | 28               | 82               | 65,90 %          | 8,0              |                  |
| 6                | Warriors de Golden State        | 51               | 31               | 82               | 62,20 %          | 11,0             |                  |
| 7                | Grizzlies de Memphis            | 50               | 32               | 82               | 61,00 %          | 12,0             |                  |
| 8                | Mavericks de Dallas             | 49               | 33               | 82               | 59,80 %          | 13,0             |                  |
|                  |                                 |                  |                  |                  |                  |                  |                  |
| 9                | Suns de Phoenix                 | 48               | 34               | 82               | 58,50 %          | 14,0             |                  |
| 10               | Timberwolves du Minnesota       | 40               | 42               | 82               | 48,80 %          | 22,0             |                  |
| 11               | Nuggets de Denver               | 36               | 46               | 82               | 43,90 %          | 26,0             |                  |
| 12               | Pelicans de La Nouvelle-Orléans | 34               | 48               | 82               | 41,50 %          | 28,0             |                  |
| 13               | Kings de Sacramento             | 28               | 54               | 82               | 34,10 %          | 34,0             |                  |
| 14               | Lakers de Los Angeles           | 27               | 55               | 82               | 32,90 %          | 35,0             |                  |
| 15               | Jazz de l'Utah                  | 25               | 57               | 82               | 30,50 %          | 37,0             |                  |

| Division Nord-Ouest       | V  | D  | MJ | % V/D   | GB   | Dom   | Ext   | Div  | Conf  |
| ------------------------- | -- | -- | -- | ------- | ---- | ----- | ----- | ---- | ----- |
| Thunder d'Oklahoma City   | 59 | 23 | 82 | 72,00 % | -    | 34-7  | 25-16 | 11-5 | 36-16 |
| Trail Blazers de Portland | 54 | 28 | 82 | 65,90 % | 5,0  | 31-10 | 23-18 | 13-3 | 31-21 |
| Timberwolves du Minnesota | 40 | 42 | 82 | 48,80 % | 19,0 | 24-17 | 16-25 | 7-9  | 23-29 |
| Nuggets de Denver         | 36 | 46 | 82 | 43,90 % | 23,0 | 22-19 | 14-27 | 5-11 | 20-33 |
| Jazz de l'Utah            | 25 | 57 | 82 | 30,50 % | 34,0 | 16-25 | 9-32  | 4-12 | 13-39 |

## Effectif
| Effectif des Trail Blazers de Portland 2013-2014 |
| --- |
| 0 Damian Lillard (C) • 1 Dorell Wright • 2 Wesley Matthews • 3 C.J. McCollum • 5 Will Barton • 11 Meyers Leonard • 12 LaMarcus Aldridge (C) • 17 Earl Watson • 18 Víctor Claver • 19 Joel Freeland • 23 Allen Crabbe • 25 Mo Williams • 41 Thomas Robinson • 42 Robin Lopez • 88 Nicolas BatumEntraîneur : Terry Stotts |